# اچ‌ام‌اس گرافتن (۱۶۷۹)
اچ‌ام‌اس گرافتن (۱۶۷۹) (به انگلیسی: HMS Grafton (1679)) یک کشتی است که طول آن ۱۵۰ فوت (۴۵٫۷ متر) می‌باشد.